# Store Klit
Store Klit (dansk), Großdün (tysk) eller Gratdün (nordfrisisk) er en cirka 27 m stor klit[kilde mangler] og en bebyggelse på den sydslesvigske og nordfrisiske ø Amrum umiddelbart syd for landsbyen Sydtorp. Tæt på bebyggelsen ligger fyrtårnet Amrum.
54°37′58″N 8°21′13″Ø / 54.6328°N 8.3536°Ø